# Virtual XI
Virtual XI је једанаести студијски албум енглеског хеви метал састава Ајрон мејден, издат 1998. године.
Традиционаланији рок албум, за разлику од многих других албума овог састава. 

## Списак песама
1. „Futureal“ (Стив Харис, Блејз Бејли) – 2:55
2. „The Angel and the Gambler“ (Харис) – 9:52
3. „Lightning Strikes Twice“ (Дејв Мари, Харис) – 4:50
4. „The Clansman“ (Херис) – 8:59
5. „When Two Worlds Collide“ (Мари, Бејли, Харис) – 6:17
6. „The Educated Fool“ (Харис) – 6:44
7. „Don't Look to the Eyes of a Stranger“ (Харис) – 8:03
8. „Como Estais Amigos“ (Јаник Герс, Бејли) – 5:30